# El Ferrocarril
El Ferrocarril fue un periódico chileno existente entre 1855 y 1911.

## Historia

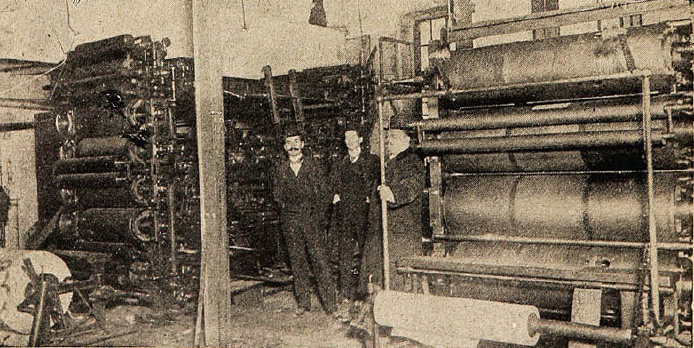
Imprenta de El Ferrocarril (1910).

Fue fundado el 22 de diciembre de 1855 por Juan Pablo Urzúa para apoyar la candidatura presidencial de Manuel Montt.
En él participaron algunos de los principales actores de la vida pública. Al año de su creación, llevó a sus páginas la "cuestión del sacristán", lo que enfrentó a sus redactores con las opiniones de la Iglesia vertidas en La Revista Católica. Su posición frente a la curia, en adelante, lo haría enfrentarse con frecuencia a otras publicaciones católicas como El Estandarte Católico.
Su redactor de editorial fue Ramón Sotomayor Valdés, quien defendió los intereses del gobierno frente a los eclesiásticos y, su sucesor, Justo Arteaga Alemparte le dio una línea flexible y antisectaria. Otros colaboradores asiduos fueron Vicente Reyes Palazuelos, autor de la sección "Revistas Semanales", Benjamín Vicuña Mackenna, Miguel Luis Amunátegui, Isidoro Errázuriz, Enrique Espínola, Emilio Rodríguez Mendoza y José Victorino Lastarria.
En la década de 1870 era el diario de mayor circulación del país. Fue opositor al gobierno de José Manuel Balmaceda y en 1902 pasó a manos de un grupo capitalista, encabezado por José Pedro Alessandri, hermano de Arturo Alessandri, quien lo revendió. Durante esta época, apareció fuerte competencia por parte de El Mercurio y El Diario Ilustrado.
El diario publicó su última edición el 20 de septiembre de 1911.
En 2024 la Biblioteca Nacional de Chile digitalizó los primeros seis años de El Ferrocarril, estando disponibles en Internet desde enero de 2025.